# Magnolia zenii
Magnolia zenii W.C.Cheng – gatunek roślin z rodziny magnoliowatych. Występuje naturalnie we wschodnich Chinach – w prowincji Jiangsu. 

## Morfologia
PokrójZrzucające liście drzewo dorastające do 10–30 m wysokości. Kora ma szaro-białawą barwę.
LiścieBlaszka liściowa ma kształt od podługowatego do podługowato odwrotnie jajowatego. Mierzy 7–16 cm długości oraz 3–7 cm szerokości, ma nasadę od klinowej do rozwartej i wierzchołek od zaokrąglonego do spiczastego. Ogonek liściowy jest nagi i ma 6–18 mm długości.
KwiatySą pojedyncze, pachnące, mierzą 12 cm średnicy, rozwijają się na kątach pędów. Listków okwiatu jest 9, mają białą barwę i mierzą 6,8–7,8 cm długości, wewnętrzne są nieco krótsze. Pręciki mają fioletowe nitki, pylniki są wewnątrzpylne (główka zwrócona do osi kwiatowej).
OwoceMieszki o obłym kształcie i 5–7 cm długości, zebrane w owoc zbiorowy o niemal kulistym kształcie.

## Biologia i ekologia
Rośnie w lasach, na terenach nizinnych. Kwitnie od marca do kwietnia, natomiast owoce dojrzewają od sierpnia do września.